# Olli Mäki
Olli Mäki (Kokkola, 1936. december 6. – Kirkkonummi, 2019. április 6.) Európa-bajnok finn ökölvívó.

## Pályafutása
Az 1957-es prágai Európa-bajnokságon ezüst-, az 1959-es luzernin aranyérmes lett. 1960 és 1973 között profiként versenyzett. 28 mérkőzésen győzött, 8 döntetlennel zárul, 14 alkalommal pedig veszett. Visszavonulása után edzőként és menedzserként tevékenykedett.
2016-ban Olli Mäki legboldogabb napja (Hymyilevä mies) címmel film készült életéről.

## Sikerei, díjai
- Európa-bajnokság – könnyűsúly
  - aranyérmes: 1959
  - ezüstérmes: 1957